# Flamenco (manzana)
Flamenco, también conocida como  'Ballerina Obelisk'®, es el nombre de una variedad cultivar de manzano (Malus domestica). Es un cultivar de manzana domesticada que produce manzanas buenas de postre para comer frescas, y se cultiva por sus propiedades inusuales ornamentales. El árbol crece en un estilo columnar recto, con muchas pequeñas ramas frutales. Esta manzana es obtenida en Kent, Inglaterra en 1976 e introducida en 1989, 'Flamenco' es uno de una serie de cultivares de manzano que comparten una marca registrada bajo el nombre Ballerina®.

## Sinónimos
- "SA54 / 81",
- "Flamenco Apple"®,
- "Ballerina Obelisk"®,
- "Crimson Spire".

## Historia
'Flamenco' fue desarrollado y obtenido en Kent (Inglaterra), entre los años 1950 y 1999 en la East Malling Research Station, cuando cruzaron como Parental-Madre "A1583" ( un híbrido de manzana inglés 'Cox's Orange Pippin' y el francés 'Court Pendu Plat') con el polen como Parental-Padre de 'Wijcik McIntosh', que es una mutación columnar de la variedad 'canadiense 'McIntosh apple'.
'Flamenco'® o 'Ballerina Obelisk'® es una variedad de manzana incluida en la "serie Ballerina" de manzanos columnares desarrollados bajo la dirección de Ken Tobutt en la Estación de Investigación East Malling en Maidstone, Kent (Reino Unido). Fue creado en 1975. Seleccionado en 1988 en el Probatorio Nacional de Frutas (National Fruit Trials),  Brogdale Farm, Faversham, Kent. Fue lanzado a los circuitos comerciales en 1991.

## Características
'Flamenco'® presenta un hábito de crecimiento columnar erguido, moderadamente vigoroso. Portador de espuelas. Los espolones fructíferos se desarrollan cerca del tallo principal. Puede ocurrir alguna ramificación lateral del tallo principal, pero generalmente es causada como resultado de un daño a un espolón fructífero y se puede cortar. El follaje tiende a ser denso a lo largo del poste del árbol. Produce frutos anuales los primeros años, luego se vuelve propenso a cosechas bienales. Tiene un tiempo de floración que comienza a partir del 30 de abril con el 10% de floración, para el 2 de mayo tiene una floración completa (80%), y para el 11 de mayo tiene un 90% caída de pétalos.
'Flamenco'® tiene una talla de fruto de pequeño a mediano; forma generalmente redondo a aplanado y débilmente acanalado; con nervaduras débiles en la cuenca calicina, y la corona está claramente abombada; piel con textura lisa, de color base de fondo amarillo verdoso, presentando sobre color rojo granate lavado en las caras expuestas al sol y tenues rayas rojas en las caras sombreadas, importancia del sobre color medio, distribución del sobre color en chapa / rayas, abundan las lenticelas medianas de color claro, ruginoso-"russeting" (pardeamiento áspero superficial que presentan algunas variedades) muy bajo; cáliz mediano y cerrado, colocado en una cuenca de profundidad media y anchura media que está rodeada por una corona nudosa; pedúnculo corto y de calibre medio, que se extiende tan alto como la cavidad estrecha y moderadamente profunda; la pulpa es de color blanca, de grano fino crujiente y jugosa, de sabor chispeante enérgico cuando se cosecha por primera vez, se vuelve dulce y suave después de seis semanas de almacenamiento.
Su tiempo de recogida de cosecha se inicia a principios de octubre. Se conserva bien durante cuatro meses en cámara frigorífica.

## Usos
La manzana 'Flamenco', es una manzana de postre parcialmente roja. La manzana en sí misma es muy buena para comer fresca, tiene un sabor muy característico como el Cox's Orange Pippin. Es un árbol muy atractivo, pero necesita buenas habilidades de jardinería y es susceptible a muchas enfermedades de la manzana.

## Ploidismo
Diploide, auto estéril. Grupo de polinización: D, Día 12.